# Solanum macaonense
Solanum macaonense är en potatisväxtart som beskrevs av Michel Félix Dunal. Solanum macaonense ingår i släktet skattor som ingår i familjen potatisväxter. Inga underarter finns listade i Catalogue of Life.